# Лурье, Самуил Аронович
Самуи́л Аро́нович Лурье́ (12 мая 1942, Свердловск — 7 августа 2015, Пало-Алто) — русский писатель, эссеист, литературный критик, историк литературы.

## Биография
Родился в семье филологов, эвакуированных из Ленинграда; отец — Арон Наумович Лурье (1913—2003), выпускник ЛГУ, литературовед и библиограф, участник войны, доктор филологических наук; мать — Елена Антоновна Лурье, в девичестве — Гедройц, преподаватель русской литературы в техникуме и старших классах средней школы.
Окончил русское отделение филологического факультета ЛГУ. Работал учителем в сельской школе (1964—1965), сотрудником Всесоюзного музея А. С. Пушкина в Ленинграде (1965—1966). Дебютировал как критик в журнале «Звезда» (1964). Печатался в газетах и журналах Ленинграда, Таллина, Москвы, Парижа, Дортмунда и др., ряд статей публиковал под фамилией матери С. Гедройц.
Несколько лет вёл в журнале «Звезда» рубрику «Уроки изящной словесности», в петербургской газете «Дело» — постоянную рубрику «Взгляд из угла». Автор около тысячи публикаций в периодической печати.
Редактор отдела прозы в журнале «Нева» (с 1966), заведовал этим отделом (1988—2002), участвовал в создании «Петербургского журнала „Ленинград“» (1993, вышел всего один номер), один из редакторов журнала «Постскриптум» (1995—1999, с Т. Вольтской и В. Аллоем), редактор отдела прозы альманаха «Полдень. XXI век» (2002—2012).
В марте 2014 года вместе с рядом других деятелей науки и культуры выразил своё несогласие с политикой российской власти в Крыму и на востоке Украины.
Последние годы жизни проживал в США, где проходил лечение от онкологического заболевания. Скончался в Пало-Алто, Калифорния 7 августа 2015 года.

## Книги
- Литератор Писарев: роман. Л.: Советский писатель, 1987 (написан в 1969, готовился к выпуску в издательстве «Детская литература», в 1979 году набор был рассыпан из-за отказа писателя сотрудничать с КГБ[7])
- Толкование судьбы (эссе). СПб.: Борей, 1994
- Разговоры в пользу мёртвых (эссе). СПб.: Urbi, 1997
- Успехи ясновидения. СПб.: Издательство Пушкинского фонда, 2002
- Муравейник. СПб.: Издательство журнала Нева, 2002
- Нечто и взгляд. СПб.: Издательство Пушкинского фонда, 2004
- Письма полумёртвого человека (роман в письмах). СПб.: Янус, 2004 (в соавторстве с Дм. Циликиным)
- Такой способ понимать. СПб.: Класс, 2007
- Сорок семь ночей. СПб.: Журнал «Звезда», 2008 (под псевдонимом С. Гедройц)
- Гиппоцентавр, или Опыты чтения и письма. СПб: Читатель, 2011 (под псевдонимом С. Гедройц)
- Железный бульвар. СПб.: Азбука, 2012
- Изломанный аршин. СПб.: Пушкинский фонд, 2012
- Литератор Писарев. М.: Время, 2014
- Вороньим пером. СПб.: Пушкинский фонд, 2015

## Признание
Член Союза журналистов СССР (1970), член Союза писателей СССР (1988), действительный член Академии российской современной словесности (АРСС, с 1997). Член редсовета журнала «Вестник Европы XXI век» (с 2001), член жюри премии имени Андрея Сахарова «За журналистику как поступок», премии Русский Букер (2007), председатель жюри премии Русский Букер (2012).
Премии журнала «Звезда» (1993, 2003), премия им. П. А. Вяземского (1997), премия журнала «Нева» (2002), почётный диплом премии И. П. Белкина «Станционный смотритель» как лучшему критику года (2011).